# Iriana
Iriana (còn gọi là Iriana Jokowi, sinh ngày 1 tháng 10 năm 1963) là Đệ nhất phu nhân Indonesia kể từ ngày 20 tháng 10 năm 2014 và là phu nhân của Tổng thống Indonesia, Joko Widodo.

## Gia đình
Iriana kết hôn với Joko Widodo ở Solo, Trung Java, vào ngày 24 tháng 12 năm 1986. Họ có hai con trai: Gibran Rakabuming (sinh ngày 1 tháng 10 năm 1987) và Kaesang Pangarep (sinh ngày 25 tháng 12 năm 1994) và một con gái tên là Kahiyang Ayu (sinh ngày 30 tháng 4 năm 1992).